# اوشترکاپلن
اوشترکاپلن (به آلمانی: Ostercappeln) یک شهر در آلمان است که در اوسنابروک واقع شده‌است. اوشترکاپلن ۹٬۶۹۵ نفر جمعیت دارد.

## خواهرخوانده
شهر Bolbec خواهرخواندهٔ اوشترکاپلن هست.